# Ruby (pistola)
A pistola Ruby era uma pistola semiautomática de calibre .32 ACP fabricada pela Gabilondo y Urresti e outras empresas espanholas. Ela foi usada em ambas as guerras mundiais como arma de serviço do exército francês sob o nome de Pistolet Automatique de 7 millim.65 genre "Ruby".
A pistola foi modelada após o projeto 1903 Pocket Hamerless de John Browning produzido pela Colt. O exército francês a desativou em 1958.

## Gabilondo e a Ruby
Em 1914, pouco antes do início da Primeira Guerra Mundial, Gabilondo iniciou a fabricação de uma pistola autocarregável robusta baseada na Browning Modelo 1903 e com câmara para o cartucho 7,65 mm Browning/.32 ACP. Incomum para a época, a capacidade do carregador era de nove tiros em vez dos habituais seis ou sete. A pistola era destinada à exportação para as Américas e, apesar do pequeno calibre, foi projetada pensando nas vendas militares e policiais. Outros fabricantes espanhóis copiaram a Browning desde cerca de 1905. A Ruby, além do carregador estendido, parece ser uma cópia direta de uma pistola chamada "Victoria" feita por Esperanza e Unceta. Esta pistola utilizava recursos patenteados por Pedro Careaga em 1911, e pela empresa Esperanza e Unceta em 1912. Essas patentes podem ter coberto a trava de segurança montada na estrutura (em vez de uma trava de segurança de punho) e um percussor interno (em vez de um cão).
Em 1915, Gabilondo enviou exemplares de pistolas ao governo francês, que era duramente pressionado por todos os tipos de armas leves, mesmo nesta fase inicial da guerra. Depois que os testes foram concluídos em maio de 1915, os franceses decidiram aceitar a Ruby como a "Pistolet Automatique de 7 millimètre 65 genre "Ruby" e contrataram Gabilondo para produzir 10.000 pistolas por mês. Em agosto, a meta foi aumentada para 30.000 e mais tarde ainda incríveis 50.000 por mês. Apesar de seu tamanho, a empresa mal conseguiu cumprir o contrato inicial e conseguiu quatro parceiros para fabricar a Ruby para eles:
- Armeria Elgoibaressa y Cia
- Echealaza y Vincinai y Cia
- Hijos de Angel Echeverria y Cia
- Iraola Salaverria y Cia

O contrato estipulava que cada empresa produziria no mínimo 5.000 pistolas por mês. Gabilondo produziria 10 mil armas, realizaria o controle geral de qualidade e providenciaria a entrega às autoridades francesas em Bayonne. À medida que o número de pistolas necessárias aumentava, a empresa concordou em comprar quaisquer pistolas que excedessem o número acordado pelo mesmo preço contratado. À medida que a procura aumentava, Gabilondo recrutou outros três parceiros para ajudar a fabricar a Ruby. As estimativas de produção da Gabilondo Ruby estão entre 250.000 e 300.000 pistolas no total. Embora a maioria das pistolas contratadas Gabilondo fossem de boa qualidade, outras eram menos bem feitas.

## Pistolas Ruby de outros fabricantes

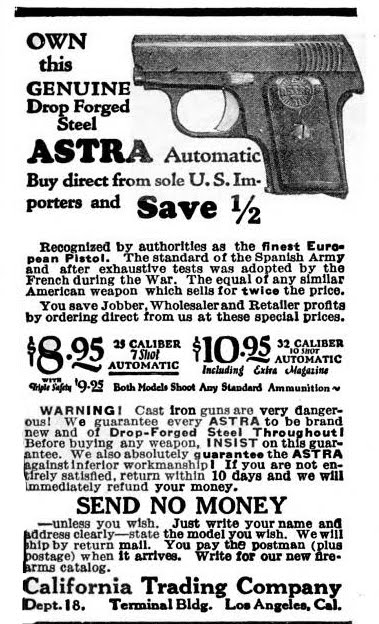
Pistola à venda nos EUA, anúncio de 1923.

À medida que os franceses ficaram mais desesperados, o processo de aquisição ficou fora de controle. Eventualmente, Gabilondo contratou outras três empresas e pelo menos 45 outras empresas contrataram diretamente os franceses para produzir pistolas Ruby em uma variedade de calibres, comprimentos de cano e capacidades de carregador. As autoridades francesas rapidamente perceberam que poucas das Ruby espanholas tinham carregadores intercambiáveis e insistiram que os fabricantes marcassem a base de todas os carregadores. Isso foi para evitar a consequência possivelmente fatal na linha de frente de não ser capaz de inserir um novo carregador ou de ter um carregador carregado desconectado da arma em ação.
Muitas pistolas do Ruby eram afetadas por acabamento ruim e peças de aço endurecidas incorretamente que, após um curto período de uso, podiam ficar tão desgastadas que poderia resultar em uma situação muito perigosa conhecida como "arma em fuga". Outra característica perigosa das pistolas Ruby mal fabricadas eram os mecanismos de segurança defeituosos - devido ao encaixe inadequado ou ao uso de materiais inadequados para componentes críticos de segurança. Apesar da existência de pistolas Ruby defeituosas e/ou perigosas produzidas pelos subcontratantes mais inescrupulosos, a Ruby básica mostrou-se um projeto bem pensado que, quando devidamente fabricada com componentes de qualidade apropriada, resultou numa pistola altamente conceituada pela sua confiabilidade e precisão,  embora alguns usuários tenham ficado desconcertados com a falta de um cão visível. Cerca de 710.000 Ruby foram aceitas pelos franceses de todas as fontes e, em 1920, cerca de 580.000 ainda estavam em serviço e em depósitos do exército francês. Muitas outras nações aliadas e algumas das novas nações criadas após a guerra, como a Finlândia e a Iugoslávia, também usaram pistolas Ruby.
Gabilondo cessou a produção em 1919 e mudou para modelos mais avançados, mas outras empresas continuaram a produzir a Ruby até que a Grande Depressão eliminou muitos produtores de armas. As Ruby continuaram a ser usadas até o final da Segunda Guerra Mundial, principalmente pelos Maquis espanhóis e franceses, bem como por seus oponentes de Vichy.

## Vantagens e desvantagens
A pistola tipo Ruby é muito intuitiva de operar, mesmo para iniciantes. O retém do ferrolho funciona como trava de segurança e a desmontagem de campo é extremamente simples. O tamanho pequeno e a grande capacidade do carregador eram uma vantagem, tornando-o uma arma de "reserva" popular para as tropas envolvidas na guerra de trincheiras, bem como as armas padrão para telefonistas, operadores de macas, metralhadoras, fuzis-metralhadores, tanques e equipes de morteiros e pessoal do escalão de retaguarda de todos os tipos. Os cartuchos comparativamente fracos em que essas pistolas estavam alojadas proporcionavam pouco recuo, tornando-as mais fáceis de usar com eficácia pelos novatos.
A principal desvantagem dessas pistolas (além dos problemas de controle de qualidade) são os cartuchos relativamente fracos que elas usam, reduzindo o poder de parada da pistola.
A dependência de apenas um tipo de trava de segurança e a falta de um cão visível tornam essas pistolas muito perigosas para carregar "armadas e travadas". Os primeiros modelos podiam perder a trava de segurança quando colocados em um coldre bem ajustado e um grande pino saliente era adicionado à corrediça para evitar isso.
Nos anos posteriores, as Ruby tornaram-se notórias pela falta de padronização de peças entre diferentes fabricantes, resultando em uma incompatibilidade generalizada de peças sobressalentes que tornava a manutenção das Ruby difíceis. Parte disso se deve à confusão persistente sobre exatamente quem fez qual Ruby.

## Influência da Ruby
A Ruby influenciou diretamente o projeto da FN Modelo 1910/22, que era uma versão de nove tiros da M1910 desenvolvida para a Iugoslávia (que já havia recebido pistolas Ruby). Finlândia, Holanda, Grécia, Turquia, Roménia, França, Dinamarca e Alemanha também adotaram esta pistola em vários momentos. Várias pistolas francesas fabricadas comercialmente pela M.A.B e pela fábrica Unique foram fortemente influenciadas pelo Ruby.

## Operadores
- Bélgica
- China: Importada durante a Era dos Senhores da Guerra. Cópias domésticas também fabricadas no Arsenal Hanyang.[7]
- Dinamarca
- França[1][8]
- Finlândia: 10.000 modelos comprados da França em 1919, usados durante a Guerra de Inverno e a Guerra da Continuação.[9]
- Alemanha
- Grécia
- Itália
- Japão: Um pequeno número de pistolas Ruby com marcações da Marinha Imperial Japonesa foi documentado.[10]
- Lituânia
- Polónia
- Romênia
- Sérvia: 5.000 recebidas da França em 1917[11]
- Espanha[12]
- Turquia
- Iugoslávia[1][11]